# آشور بیت سرگیس
آشور بیت سرگیس (سریانی: ܐܫܘܪ ܒܝܬ ܣܪܓܝܤ) متولد ۲ ژوئیه ۱۹۴۲ در بغداد است. او آهنگساز و خواننده آشوری می‌باشد. او به خاطر ترانه‌های ملی‌گرایانه‌اش در دهه ۷۰ در میان سرتاسر جوامع آشوری دنیا مشهور است.